# Travers (byggnadsdetalj)
Travers eller tvärbjälke/tvärbalk kallas en tvärgående balk. Från latinets transversus, "vänd på tvären". Samma begrepp används även om den typ av permanent monterad lyftkran som bland annat består av en rörlig och eventuellt motoriserad tvärbalk.